# Бару, Пьер
Пьер Бару (фр. Pierre Barouh; 19 февраля 1934, Париж, Франция — 28 декабря 2016, там же) — французский актёр, певец и музыкант. Известность получил благодаря песне Un homme et une femme из одноимённого фильма Клода Лелуша 1966 года, которую он исполнил вместе с Николь Круазиль. Также Бару сыграл одну из ролей в этой картине.

## Биография
Родился в семье турецких евреев, которая занималась торговлей тканями. Во время Второй мировой войны семья пряталась от преследования нацистов в местечке Монтурне, что в Вандее. В те годы Бару крестили и дали имя Пьер. Пережитое во время войны в будущем станет основой для его песен — À bicyclette, Des ronds dans l’eau, Les Filles du dimanche.
После войны он был спортивным журналистом и играл за национальную команду по волейболу. Провел несколько месяцев в Португалии, где изучал местные песни. Во время длительного пребывания в Португалии открыл для себя бразильскую музыку, особенно босса-нову и сотрудничал с композиторами этого стиля. В начале 1960-х годов пробовал свои силы в качестве актёра и режиссёра документального фильма о босса-нове в роли Бадена Пауэлла де Акино. В 1966 году как актёр и композитор участвовал в создании фильма Клода Лелуша «Мужчина и женщина». С Николь Круазиль он также спел заглавную песню Un homme et une femme, для которой сам написал текст.
Был основателем звукозаписывающего лейбла Saravah, с которым он продюсировал многочисленные музыкальные таланты в последующие годы, включая Жака Хигелина и Бриджит Фонтен.
С 1966 по 1969 год был женат на актрисе Анук Эме. После женитьбы в 1980-х годах на японской художнице Ацуко Усиода полгода прожил на родине своей жены. Их дочь — музыкант Майя Бару. Он также регулярно публиковал музыкальные записи: музыка для Зимних Олимпийских игр в Альбервиле (1992). Как певец принимал участие в записях Дэвида Макнилла (1975), Даниэла Милла (1999) и Жана-Пьера Маса (2012).

## Фильмография
Актёр:
- «Смелость любить» (2005)
- «Бывают дни… Бывают ночи» (1990)
- «Она видит карликов везде!» (1981)
- «Спасшиеся с острова Черепахи» (1976)
- «Траулер» (1967)
- «Мужчина и женщина» (1966)
- «Великие мгновения» (1965)
- «Девушка и ружья» (1964)
- «Дрейф» (1964)
- «Откуда ты, Джонни?» (1963)
- «Вдребезги пьяный» (1962)
- «Остановите барабаны» (1961)

Композитор:
- «Эпизод» (1998)
- «Развод» (1979)
- Saravah (1972)

Режиссёр
- «Развод» (1979)
- Saravah (1972)

Сценарист:
- «Развод» (1979)